# ドーター・コパ
ドーター・コパ（1979年12月21日 - ）はDr.コパの長女で、風水アドバイザー。本名は小林 美穂（こばやし みほ）。血液型：A型。兄と弟がいる。

## TV・ラジオ
- 「ドーターコパのアー・ユー・ハッピー!?」（KBCラジオ）
- 「ナンボDEなんぼ」（関西テレビ）
- 「小堺一機のサタデーウィズ」（TBSラジオ）
- 「松任谷由実 For Your Departure（TOKYO FM）
- 「WEEKEND MAGIC」（J-WAVE）
- 「福山雅治のSUZUKI TALKING FM」（TOKYO FM）
- 「マリブ タイム＆スタイル」（BAYFM）
- 「もぎたて情報てれび 気ままにLB」（KBCテレビ）
- 「Webラジオ　風水ラボ」HP内